# Övre Sulån (naturreservat)
Övre Sulån är ett naturreservat i Sundsvalls kommun i Västernorrlands län.
Området är naturskyddat sedan 1999 och är 333 hektar stort. Reservatet omfattar övre sträckan av Sulån och dess källflöde Sulsjön. Syftet med reservatet är att säkra betingelserna för flodpärlmussla som finns här.